# Val-de-Mercy
Val-de-Mercy är en kommun i departementet Yonne i regionen Bourgogne-Franche-Comté i norra Frankrike. Kommunen ligger i kantonen Coulanges-la-Vineuse som tillhör arrondissementet Auxerre. År 2022 hade Val-de-Mercy 373 invånare.

## Befolkningsutveckling
Antalet invånare i kommunen Val-de-Mercy
| Referens: INSEE |